# 陳邦治 (嘉靖舉人)
陳邦治（？年—？年），字司衡，湖廣應山縣（今湖北省廣水市）人。明朝政治人物。

## 生平
嘉靖元年（1522年）壬午科湖廣鄉試舉人。授鳳陽府通判，遷知州。世宗南巡，中官跋扈，邦治挺身執法，不為所屈。陞瑞州府同知，入為南京戶部郎中，嘉靖三十三年（1554年）遷廣西南寧府知府，以母老乞歸。

## 家族
祖父陳大經，官至南京戶部員外郎。父陳輔，官至梧州府推官。